# Karyna Jozjykava
Karyna Jozjykava (hviderussisk: Карына Аляксандраўна Ёжыкава tr. Karyna Aljaksandrawna Jozjykava, født 7. august 1990 i Homel, Hviderussiske SSR, Sovjetunionen) er en hviderussisk håndboldspiller som spiller for Debrecen VSC og Hvideruslands håndboldlandshold.